# Radio Eska

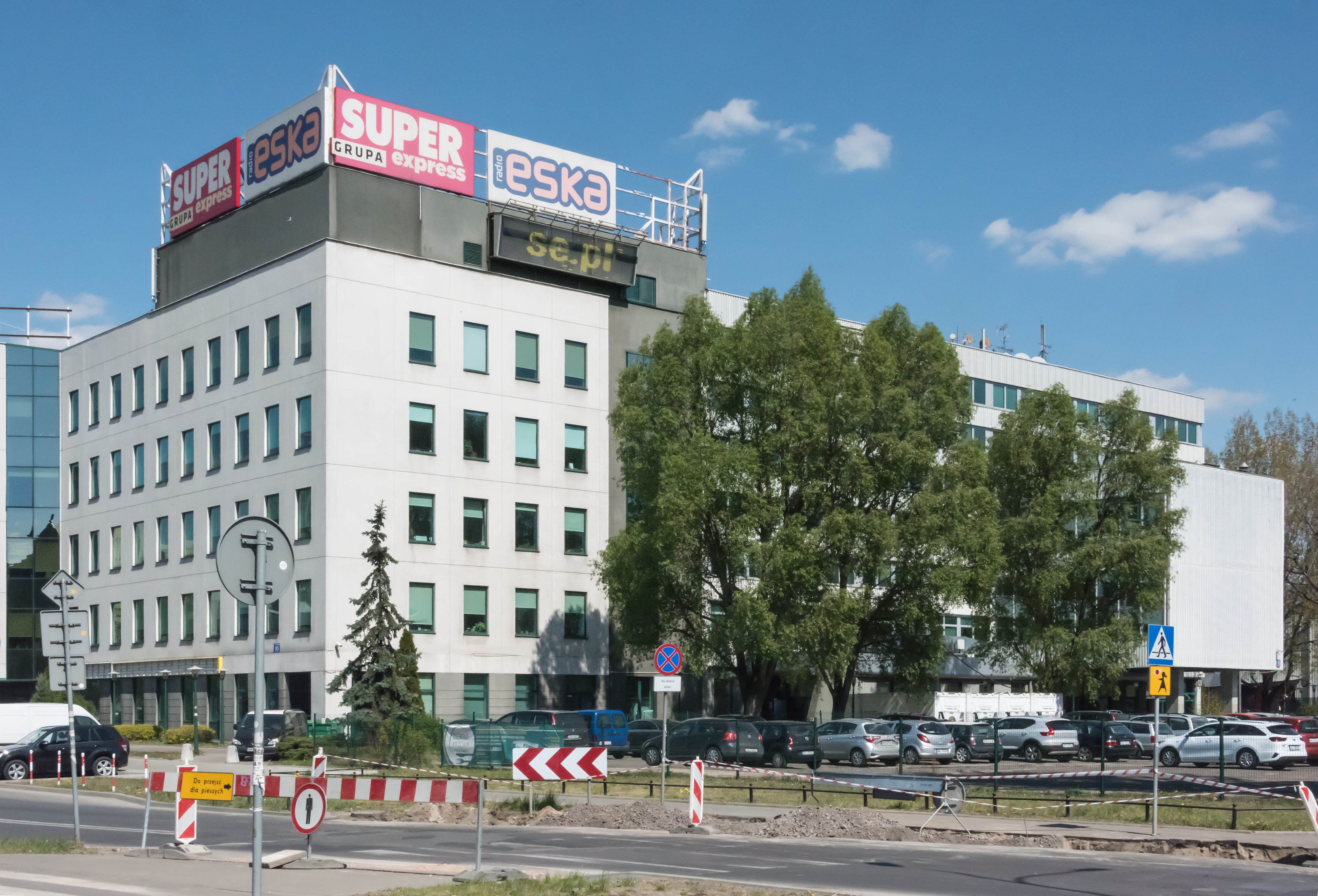
Siedziba rozgłośni przy ul. Jubilerskiej 10 w Warszawie

Radio Eska – ogólnopolska sieć rozgłośni radiowych, wchodząca obok stacji Eska Rock, Vox FM i Eska2 w skład Grupy Radiowej Time zorganizowanej wokół Zjednoczonych Przedsiębiorstw Rozrywkowych. Trzecia stacja radiowa pod względem słuchalności w Polsce. Siedziba Radia Eska S.A. mieści się przy ul. Jubilerskiej 10 w Warszawie.

## Historia

### Początki nadawania
Na krótko po zmianie systemowej w Polsce, w trzech dużych polskich miastach - Wrocławiu, Warszawie i Poznaniu pojawiły się stacje radiowe o nazwach takich jak „Radio Eska” czy „Radio S”, zazwyczaj kontynuując tradycję podziemnych stacji Radia Solidarność z czasów PRL. Pomimo podobnej nazwy i czasu pojawienia się na rynku, stacje były od siebie początkowo formalnie niezależne i zakładane z inicjatywy różnych osób. Jednak już w roku 1993, trzy wówczas oddzielnie działające od siebie stacje przejęły Zjednoczone Przedsiębiorstwa Rozrywkowe. W 1994 roku została założona Eska Nord – lokalna stacja w Trójmieście.

#### Radio Eska Wrocław
Stacja rozpoczęła swoją pełnowymiarową emisję 21 marca 1993 roku. Nadawała na częstotliwościach 69,4 MHZ i 104,9 MHz dla Wrocławia oraz 67,8 MHz dla Wałbrzycha. Od samego początku stacja nadawała swój program w nieistniejącym już budynku Poltegor na ul. Powstańców Śląskich 95. Studio radiowe mieściło się na 21. piętrze Poltegoru, najwyższego wówczas biurowca we Wrocławiu. Od 1996 roku siedziba stacji znajdowała się na ul. Przyjaźni 2/4 we Wrocławiu. W 1998 roku stacja nadawała 36 serwisów informacyjnych na dobę, a jej słuchalność tygodniowa utrzymywała się na poziomie ok. 250 000 słuchaczy. Stacja posiadała własną agencję reklamową „ARRS”.

#### Radio S Poznań
Radio S w Poznaniu rozpoczęło nadawanie 11 lutego 1991 roku. Założycielką stacji i jej dyrektorem aż do 2000 roku była Krystyna Laskowicz, działaczka antykomunistycznego podziemia w okresie PRL. W stacji zaczynało swoją karierę wielu znanych dziennikarzy, np. Krzysztof „Grabaż” Grabowski czy Przemysław „Jah Jah” Frankowski. Nadawano muzykę, informacje lokalne oraz liczne programy autorskie. Siedziba stacji znajdowała się przy ui. Piekary w Poznaniu, gdzie do dzisiaj istnieje lokalny oddział Eski. Radio początkowo posiadało nadajnik jedynie w Poznaniu (93 MHz i 72,92 MHz), jednak w późniejszym czasie pozyskano nadajnik w Zielonej Górze (89 MHz) oraz, gdzie realizowano również rozszczepianie programu z Poznania oraz przejęto lokalne radio RMS FM z Piły (105,6 MHz, 70,25 MHz). Pomimo nazwy Radio S, posługiwano się na antenie takimi nazwami jak „Eska” czy „Radio S FM”.

#### Radio Eska Warszawa
Stacja rozpoczęła nadawanie 18 czerwca 1990 lub 22 maja 1990 roku. Na początku stacja miała charakter publicystyczny. Konkurencja na rynku wymusiła jednak powolną przemianę w stację słowno-muzyczną. W latach 90. XX wieku radio nadawało głównie lżejszą muzykę rock i muzykę pop oraz audycje z popularną wtedy w Polsce muzyką disco polo, ale także audycje z piosenką rosyjską, można było także usłyszeć przeboje lat 60, 70, 80, 90. Stacja nadawała program na częstotliwości 73,2 MHz oraz 102 MHz. W 1998 roku stacja uzyskała zgodę na rozszerzenie swojego nadawania na nowe stacje nadawcze: Olsztyn (89,9 MHz) i Białystok (90,6 MHz). Start emisji w tych miastach kilkukrotnie przekładano. W latach 2000–2001 pozyskano nowe nadajniki: w Kielcach i w Toruniu. Warto odnotować, że rozwój nadawania opierał się na jednej, warszawskiej koncesji, dlatego Radio Eska Warszawa na początku XXI wieku mogła określać się jako stacja ponadregionalna. Na początku 2000 roku, stacja rozpoczęła w Warszawie emisję programu na nowej częstotliwości - 105,6 MHz.

### Budowa sieci radiowej

#### 1993–2001
Gdy na początku 1993 roku stacje Radia Eska przejęły Zjednoczone Przedsiębiorstwa Rozrywkowe, rozpoczęto starania o zbudowanie na bazie posiadanych rozgłośni ogólnopolskiej sieci radiowej. Pierwszym krokiem w tę stronę było utworzenie sieci Super FM zrzeszających kilkanaście stacji lokalnych. Rozgłośnie zachowały początkowo samodzielność programową i dotychczasowe nazwy, a współpraca ograniczała się głównie do nadawania wspólnych serwisów informacyjnych oraz pasm nocnych.
Od końca lat 90 XX wieku, Zjednoczone Przedsiębiorstwa Rozrywkowe szukały sposobów na wzmocnienie pozycji posiadanych przez siebie stacji na rynku radiowym. Z jednej strony rozwijała się ekspansja sieci poprzez przejmowanie lokalnych stacji radiowych (Radio Rytm - Lublin, Radio EL - Bydgoszcz, Radio ARnet - Trójmiasto i inne) oraz pozyskiwanie nowych częstotliwości, z drugiej strony poszukiwano sposobów na pozyskanie nowych słuchaczy odpowiednio gospodarując program radiowy, który wówczas realizowany był w większości autonomicznie przez poszczególne stacje.
Na przełomie wieków, w wybranych stacjach Radia Eska wprowadzono eksperyment polegający na stworzeniu podgrup stacji, w których wdrożono dwie różne koncepcje formatu. Dokonano ujednolicenia nazw stacji. Jedna z tych podgrup przyjęła format „łagodne przeboje” (soft AC), natomiast druga wdrożyła nieistniejący wówczas na polskim rynku format CHR, czyli „hity na czasie”. Zwyciężyła koncepcja stacji w formacie CHR, bowiem przynosiła ona lepsze wyniki słuchalności w stosunku do drugiego testowanego formatu. W efekcie, na początku 2000 roku w większości stacji będących w posiadaniu ZPR stacji, z pomocą zachodniego konsultanta, wprowadzono sukcesywnie jednolitą nazwę i format: Radio Eska - „Muzyka na czasie”. W późniejszych latach liner delikatnie zmodyfikowano na „Hity na czasie”. Tym linerem stacja posługuje się do dziś.

#### Hit FM
Do powstającej sieci nie włączono stacji Eska Nord. Zamiast tego zdecydowano się na zbudowanie zupełnie nowej stacji „Eska Trójmiasto” na bazie przejętej wcześniej rozgłośni - Radia ARnet. Z powodu podobieństwa nazw dwóch stacji, pomiędzy właścicielami obu stacji toczył się spór, który ostatecznie zażegnano poprzez zmianę nazwy Radia Eska Trójmiasto na Hit FM. Radio Hit FM implementowało format sieci Eska, jednak z uwagi na fakt posiadania innej nazwy niż reszta stacji w sieci, posiadała zupełnie odrębny zespół produkujący program. Sytuacja ta trwała do 2008 roku, kiedy Radio Eska Nord, przejęte przez spółkę Multimedia, zmieniło nazwę na RMF Maxxx Trójmiasto - pozwoliło to ZPR na zmianę nazwy radia Hit FM wracając do wcześniejszej nazwy „Eska Trójmiasto”.

#### 2001–2005
Pomiędzy 2001 a 2002 rokiem, poprzednio posiadane koncesje lokalne i ponadregionalne skupione wokół trzech miast uległy wygaśnięciu, a w miejscu ich KRRiT wydała nowe koncesje lokalne - oddzielne dla każdego ośrodka miejskiego. Nowe koncesje pozwalały na emisję oddzielnego programu (w tym bloków reklamowych) dla każdego z miast, w którym poprzednio nie było to możliwe z uwagi na ponadregionalny charakter koncesji. Początkowo, większość stacji sieci (nawet w małych ośrodkach miejskich) posiadała swoich odrębnych, lokalnych prezenterów prowadzących pasma. Program produkowano w studiach lokalnych rozlokowanych w całej Polsce, utrzymywano jednak ściśle wspólną ramówkę i format muzyczny we wszystkich stacjach.

#### Po 2005 roku
W 2005 roku powołano stanowisko dyrektora muzycznego dla całej sieci. Wcześniej stanowisko to było realizowane niezależnie przez kilka największych ośrodków. Stanowisko muzycznego w sieci Eska objął Marcin Bisiorek. W latach 2005–2011 sieć organizowała cykl letnich imprez z gwiazdami muzyki – Hity Na Czasie (transmitowane przez TVP2, i w radiu Eska), wakacyjną zabawę – Eska Summer City, a także wręcza nagrody muzyczne Eska Music Awards (transmisja TVP2, Eska TV i w radiu Eska). Produkcję programu lokalnych stacji Radia Eska sukcesywnie centralizowano. W stacjach mających swoją siedzibę w mniejszych miastach, pasma prezenterskie prowadzące przez prezenterów lokalnych likwidowano na rzecz pasm produkowanych w studio w Warszawie, pozostawiając w ośrodkach jedynie lokalnych dziennikarzy produkujących lokalne serwisy informacyjne oraz pracowników lokalnych biur reklamy. Stacje nadające w większych ośrodkach miejskich oraz aglomeracjach niezmiennie posiadały oddzielność produkcji większości programu. Tendencja centralizacji sieci jednak nie ustawała - finalnie, w 2022 roku jedynie pięć stacji lokalnych Radia Eska (Poznań, Trójmiasto, Wrocław, Sosnowiec, Łódź) posiadało lokalne, 3-godzinne popołudniowe słowno-muzyczne pasmo lokalne o nazwie „Wrzuć na luz” prowadzone przez lokalnych prezenterów. (Do 19 marca 2012 były to programy poranne, od 6 do 10, a swoją lokalną wersję posiadała dodatkowo stacja w Warszawie.) Ostatecznie, 10 lutego 2022 roku podjęto decyzję o likwidacji również i tych pasm w formule lokalnej, które zamieniono na pasmo o tej samej nazwie prowadzone ze studia w Warszawie.
Współcześnie na antenie Radia Eska można usłyszeć nowości muzyczne z takich gatunków jak: pop-rock, R&B, pop, hip-hop, disco oraz elektroniczna muzyka taneczna (muzyka klubowa) – głównie dance (epic house, euro house, vocal trance), house (m.in. hard house, electro house) i trance. Rozgłośnie sieci Eska nadają program sieciowy produkowany w Warszawie, uzupełniając go lokalnymi serwisami informacyjnymi, pogodą, trafikiem (informacje drogowe) oraz aktualnościami kulturalnymi. Wieczorami nadawane są również długie formy dziennikarskie - magazyny lokalnych dziennikarzy stacji, w których podsumowują oni wydarzenia minionego dnia. 1 października 2024 Radio Eska rozpoczęło nadawanie na byłych częstośliwościach Radia CCM.

## Słuchalność
Według badania Radio Track (wykonane przez Millward Brown SMG/KRC) udział Radia Eska pod względem słuchania w okresie luty 2024-lipiec 2024 w grupie wiekowej 15-75 lat wyniósł 7,4 proc., co dało tej stacji 3. miejsce na rynku radiowym w Polsce.

### Słuchalność w miastach Polski
Szczecin: 4,9% (8. miejsce w okresie luty 2024 - lipiec 2024),
Wrocław: 8,3% (3. miejsce w okresie luty 2024 - lipiec 2024),
Katowice: 3,5% (8. miejsce w okresie grudzień 2023 - maj 2024),
Częstochowa: -
Kraków: 3,6% (8. miejsce w okresie luty 2024 - lipiec 2024),
Rzeszów: 9,9% (3. miejsce w okresie luty 2024 - lipiec 2024),
Lublin: 10,4% (3. miejsce w okresie luty 2024 - lipiec 2024),
Białystok: 6,1% (4. miejsce w okresie luty 2024 - lipiec 2024),
Olsztyn: 12,7% (wicelider w okresie luty 2024 - lipiec 2024),
Trójmiasto: 5,5% (6. miejsce w okresie luty 2024 - lipiec 2024),
Bydgoszcz: 8,4% (3. miejsce w okresie luty 2024 - lipiec 2024),
Toruń: 6,0% (8. miejsce w okresie luty 2024 - lipiec 2024),
Poznań: 7,0% (4. miejsce w okresie luty 2024 - lipiec 2024),
Łódź: 12,1% (3. miejsce w okresie luty 2024 - lipiec 2024),
Kielce: 9,5% (3. miejsce w okresie luty 2024 - lipiec 2024),
Radom: 16,2% (lider w okresie luty 2024 - lipiec 2024),
Warszawa: 6,7% (4. miejsce w okresie luty 2024 - lipiec 2024).

### Dzienny zasięg w miastach Polski
Szczecin: 5,6% (4. miejsce w okresie luty 2024 - lipiec 2024)
Wrocław: 6,8% (wicelider w okresie luty 2024 - lipiec 2024)
Katowice: 2,6% (5. miejsce w okresie luty 2024 - lipiec 2024)
Częstochowa -
Kraków: 3,0% (6. miejsce w okresie luty 2024 - lipiec 2024)
Rzeszów: 9,4% (wicelider w okresie luty 2024 - lipiec 2024)
Lublin: 7,7% (3. miejsce w okresie luty 2024 - lipiec 2024)
Białystok: 6,7% (4. miejsce w okresie luty 2024 - lipiec 2024)
Olsztyn: 9,0% (wicelider w okresie luty 2024 - lipiec 2024)
Trójmiasto: 3,3% (6. miejsce w okresie luty 2024 - lipiec 2024)
Bydgoszcz: 6,0% (3. miejsce w okresie luty 2024 - lipiec 2024)
Toruń: 4,8% (5. miejsce w okresie luty 2024 - lipiec 2024)
Poznań: 7,3% (wicelider w okresie luty 2024 - lipiec 2024)
Opole: 4,2% (6. miejsce w okresie luty 2024 - lipiec 2024)
Gorzów Wielkopolski: 16,1% (lider w okresie luty 2024 - lipiec 2024)
Zielona Góra: 3,7% (7. miejsce w okresie luty 2024 - lipiec 2024)
Kielce: 7,3% (3. miejsce w okresie luty 2024 - lipiec 2024)
Koszalin: 9,8% (3. miejsce w okresie luty 2024 - lipiec 2024)
Łódź: 8,6% (3. miejsce w okresie luty 2024 - lipiec 2024)
Warszawa: 5,3% (4. miejsce w okresie luty 2024 - lipiec 2024)

## Sieć Eski

### Oddziały lokalne
Sieć Radia Eska tworzą obecnie 43 lokalne rozgłośnie:
1. Radio Eska Bełchatów – 89,4 MHz[33] (byłe Radio Bełchatów)[12]
2. Radio Eska Beskidy – 97 MHz[34] (siedziba w Żywcu)
3. Radio Eska Białystok – 90,6 MHz[35][12]
4. Radio Eska Braniewo – 100,7 MHz
5. Radio Eska Bydgoszcz – 94,4 MHz[36] (byłe Radio El Bydgoszcz)[12]
6. Radio Eska Elbląg – 94,1 MHz[37] (byłe Radio El Elbląg)[38][12]
7. Radio Eska Gorzów – 93,8 MHz[39] (byłe Radio GO FM)[40]
8. Radio Eska Grudziądz – 90,6 MHz[41] (byłe Radio Grudziądz)[12]
9. Radio Eska Iława – 89 MHz[42] (byłe Radio Iława)[12]
10. Radio Eska Ostrów-Kalisz (siedziba w Ostrowie Wielkopolskim)
  - Kalisz – 101,1 MHz[43]
  - Ostrów Wielkopolski – 89,3 MHz[43]
11. Radio Eska Kielce – 103,3 MHz[44]
12. Radio Eska Koszalin (byłe Radio Północ)[45][12]
  - Koszalin – 95,9 MHz[46]
  - Kołobrzeg – 107,2 MHz[46]
13. Radio Eska Kraków – 97,7 MHz[47] (byłe Radio Blue FM Kraków)[48]
14. Radio Eska Kraśnik – 92,8 MHz[49]
15. Radio Eska Leszno – 102 MHz[50]
16. Radio Eska Lublin – 103,6 MHz[51] (byłe Radio Rytm)[12]
17. Radio Eska Łomża – 88,8 MHz[52] (byłe Radio Plus Łomża)[12]
18. Radio Eska Łódź – 90,1 MHz[53] (byłe Radio Manhattan, a także Eska Manhattan)[54][12]
19. Radio Eska Małopolska (siedziba w Nowym Sączu) (byłe Radio Eska Bochnia)[55]
  - Bochnia – 106,8 MHz[56]
  - Nowy Sącz – 106,8 MHz[56]
  - Zakopane – 106,8 MHz[56][57]
20. Radio Eska Olsztyn – 89,9 MHz[58]
21. Radio Eska Opole – 90,8 MHz[59] (byłe Radio Fama)[12]
22. Radio Eska Ostrzeszów – 96,9 MHz[60]
23. Radio Eska Piła – 105,6 MHz[61]
24. Radio Eska Płock – 95,2 MHz[62] (byłe Radio Puls)[12]
25. Radio Eska Poznań – 93 MHz[63] (zobacz Radio S Poznań)
26. Radio Eska Południe (siedziba w Gliwicach) (byłe Radio CCM)[64]
  - Bielsko-Biała – 97,6 MHz[64]
  - Cieszyn – 90,5 MHz[64]
  - Gliwice – 93,4 MHz[64]
  - Oświęcim – 94,9 MHz[64]
  - Ustroń - 107,1 MHz[64]
27. Radio Eska Przemyśl – 90,3 MHz[65] (byłe Radio HOT)[12]
28. Radio Eska Radom – 106,9 MHz[66] (byłe Radio Radom)[12]
29. Radio Eska Rzeszów (byłe Radio Bieszczady)
  - Krosno – 104,9 MHz[67]
  - Rzeszów – 99,4 MHz[67]
  - Sanok – 89,5 MHz[67]
  - Ustrzyki Dolne – 106,5 MHz[67]
30. Radio Eska Siedlce – 96,8 MHz[68]
31. Radio Eska Starachowice – 102,1 MHz[69] (byłe Radio MTM FM)[12]
32. Radio Eska Suwałki — 89,4 MHz[70][71]
33. Radio Eska Szczecin – 96,9 MHz[72] (byłe Radio Plama)[12]
34. Radio Eska Szczecinek (byłe Radio ReJa)[12]
  - Szczecinek – 99 MHz[73]
  - Łobez – 106,5 MHz[73][74]
35. Radio Eska Śląsk – 99,1 MHz[75] (siedziba w Sosnowcu, byłe Radio Rezonans, a także Eska Rezonans)
36. Radio Eska Tarnów – 98,1 MHz[76] (byłe Radio Maks)[12]
37. Radio Eska Trójmiasto (siedziba w Gdańsku, byłe radio ARnet, a także Hit FM)
  - Gdańsk – 94,6 MHz[77]
  - Gdynia – 90,7 MHz[77]
38. Radio Eska Toruń – 104,6 MHz[78]
39. Radio Eska Warszawa – 105,6 MHz[79]
40. Radio Eska Wrocław
  - Jelenia Góra – 90,2 MHz[80][81]
  - Wrocław – 104,9 MHz[80]
41. Radio Eska Zamość – 97,3 MHz[82] (byłe Radio FAN FM Zamość)[12]
42. Radio Eska Zielona Góra – 105,7 MHz[83]
43. Radio Eska 106,6 MHz[84] (nadające w Żarach, adres kontaktowy w Zielonej Górze)

### Franczyza
Dawniej część rozgłośni sieci działała na podstawie umów franczyzowych. Radio Eska udostępniało w ten sposób swoją markę i program trzem stacjom nadającym w:
- Bartoszycach na 90,9 MHz (dawniej Radio Bartoszyce)[85] – do 11.2016 – po śmierci właściciela koncesja wygasła i nadajnik został wyłączony[86]. Został rozpisany konkurs i częstotliwość trafiła do spółki Radio Bartoszyce Sp. z o.o., która należy do syna zmarłego właściciela. Radio Bartoszyce wznowiło nadawanie[87][88] i o ile ponownie otrzymano zgodę na zmianę nazwy programu ESKA Bartoszyce[89], to 16 stycznia 2024 roku stacja została przejęta przez telewizję kablową Bart-Sat, która zadeklarowała tworzenie programu lokalnego i tym samym niezależnego od sieci Radia Eska[90].
- Inowrocławiu na 98,1 MHz (dawniej Radio AS) – 30 czerwca 2014 na częstotliwości 98,1 MHz pojawiło się „Radio 98,1 FM”, nazywane również jako „Radio Inowrocław”[91][92] – od 22 grudnia 2014 jako Radio ZET Gold 98,1[93][94].
- Łomży na 88,8 MHz (dawniej Radio Plus Łomża)[12] - .17 listopada 2015 roku Krajowa Rada Radiofonii i Telewizji wyraziła zgodę na przeniesienie uprawnień do koncesji Radia Eska Łomża na spółkę Radio ESKA S.A.[95], która jest w posiadaniu większości koncesji na nadawanie stacji Radia Eska z wyjątkiem stacji w Braniewie, Elblągu, Katowicach i Radomiu[12].

## Aktualna ramówka

### Poniedziałek – piątek
Ramówka

#### Pasma poranne, dzienne i popołudniowe (jednakowe przez cały tydzień)
06:00–09:00 Jankes, Kama i Wiktor (Krzysztof Jankowski, Kamila Ryciak i Wiktor Brzozowski – prowadzenie wspólne)
09:00–12:00 Hity na czasie (Michał Sobkowski) - poniedziałek, wtorek, środa i czwartek
12:00–15:00 Hity na czasie (Katarzyna Węsierska) - poniedziałek, wtorek, środa i czwartek
15:00–18:00 Wrzuć na luz (Jan Pirowski i Paweł Karpiński - prowadzenie wspólne) - poniedziałek, wtorek, środa i czwartek
09:00–12:00 Hity na czasie (Rafał Adamczak) - piątek
12:00–15:00 Hity na czasie (Łukasz Zduńczyk) - piątek
15:00–18:00 Wrzuć na luz (Katarzyna Węsierska i Michał Hanczak – prowadzenie wspólne) - piątek

#### Pasma wieczorne (zmienne w zależności od dnia tygodnia)
18:00-21:00 ImprESKA (Michał Hanczak) – poniedziałek, wtorek, środa i czwartek
21:00-23:00 Eska Music News/Magazyn Reporterów Eski – poniedziałek, wtorek, środa i czwartek
Niektóre oddziały kończą blok informacyjny wcześniej i czas do godziny 23:00 uzupełniają muzyką bez prowadzącego.
23:00-00:00 RAP 20 (Mati Fuczyło) – poniedziałek
18:00-20:00 Gorąca 20 (Michał Sobkowski) – piątek
20:00-00:00 ImprESKA in the mix (bez prowadzącego) – piątek

### Sobota
06:00-09:00 Eska Music News/Magazyn Reporterów Eski – powtórki z całego tygodnia
Niektóre oddziały kończą blok informacyjny wcześniej i czas do godziny 9:00 uzupełniają muzyką bez prowadzącego.
09:00-13:00 Weekend z hitami na czasie (Łukasz Zduńczyk)
13:00-18:00 Weekend z hitami na czasie (różni prowadzący)
18:00-22:00 Sobotnia ImprESKA (Paweł Bogaj)

### Niedziela
06:00-09:00 Eska Music News/Magazyn Reporterów Eski – powtórki z całego tygodnia
Niektóre oddziały kończą blok informacyjny wcześniej i czas do godziny 9:00 uzupełniają muzyką bez prowadzącego.
09:00-13:00 Weekend z hitami na czasie (Kinga Baryga)
13:00-18:00 Weekend z hitami na czasie (różni prowadzący)
18:00-20:00 Hity zawsze na czasie (Rafał Adamczak)
20:00-23:00 Eska Music News/Magazyn Reporterów Eski
Niektóre oddziały kończą blok informacyjny wcześniej i czas do godziny 23:00 uzupełniają muzyką bez prowadzącego.
Czas w porze nocnej, do godziny 6:00, uzupełniany jest muzyką bez prowadzącego.
W okresie wakacyjnym bloki wiadomości lokalnych nie są emitowane, ponieważ nie wymaga tego koncesja. Pasmo „Jankes, Kama i Wiktor” rozpoczyna się wtedy o godzinie 6:00, natomiast w soboty i niedziele w tym czasie nadawana jest muzyka bez prowadzącego.

## Audycje i prowadzący

### Jankes, Kama i Wiktor (Obudź się na Jankesa)
Program poranny emitowany od poniedziałku do piątku w godzinach od 6:00 do 9:00. Prowadzenie: Kamila Ryciak, Krzysztof Jankowski i Wiktor Brzozowski. Od grudnia 2023 roku jest w tym paśmie prowadzona krótka audycja Kamila Nosela „Nosel wkręca w Radiu Eska”.  Od 2025 roku do programu dołączył Wiktor Brzozowski.

### Hity na czasie
Pasmo, w którym emitowane są piosenki prezentowane przez stację, przerywane wejściami prowadzącego i konkursami dla słuchaczy. Zastąpiło dawne: „10 hitów jeden po drugim”, „EsemESKĘ” i „Hit Weekend”.
Emisja: poniedziałek-piątek, 9-12 (Michał Sobkowski lub Rafał Adamczak); 12-15 (Katarzyna Węsierska lub Łukasz Zduńczyk).

### Hity zawsze na czasie
Program nadawany jest wyłącznie w niedzielę w godzinach od 18-20. Prowadzącym program jest Rafał Adamczak. Cechą charakterystyczną tego pasma są hity grane na antenie Radia Eska w ubiegłych latach. Program zastąpił niedzielną ImprESKĘ. Pierwszy raz program został wyemitowany na żywo w dniu 11.02.2024 na antenie Radia Eska.

### Gorąca 20
Lista dwudziestu hitów, na które słuchacze głosują poprzez stronę internetową radia. Do 2016 roku miało postać notowania codziennego, emitowane początkowo od poniedziałku do soboty w godzinach 17-19, później 18-20. W 2015 r. zlikwidowano notowania sobotnie (ostatnie notowanie sobotnie odbyło się 10 stycznia 2015). Od połowy 2016 r. przez około rok notowania pojawiały się jedynie na stronie internetowej radia, a na antenie emitowano tylko 3 pierwsze miejsca.
Jesienią 2017 r. zmieniła się forma programu. 9 września 2017 notowania powróciły na antenę, rozszerzono liczbę utworów do 40, jednocześnie ograniczając liczbę notowań do jednego w tygodniu. Program przyjął wtedy nazwę 2 x Gorąca 20 (Podwójna Gorąca 20). Przez pierwszych kilka miesięcy nadawana była w soboty w godzinach 16-19, od początku 2018 r. przeniesiono je na niedzielę, o tej samej porze. Od lipca 2020 r. ponownie ograniczono liczbę utworów do 20 i przywrócono nazwę „Gorąca 20", jednak pozostawiono formę jednego notowania w tygodniu. Jednocześnie zmieniono dzień i godzinę audycji. Jest teraz nadawana w piątki w paśmie 18-20. Obecnie notowania prowadzi Michał „Michu” Sobkowski (oraz Katarzyna Węsierska w zastępstwach). Dawniej prowadzącymi byli m.in. Paweł Wiszniewski, Michał Puzio, Marcin Dworak, Michał Celeda czy Marcin „Puoteck” Nordzyń-Płotnicki.

### Wrzuć na luz
Popołudniowe pasmo „drive-time”: Prowadzenie: Jan Pirowski i Paweł Karpiński (od poniedziałku do czwartku) oraz Katarzyna Węsierska i Michał Hanczak (w piątek). Prowadzący czekają na słuchaczy w godzinach od 15:00 do 18:00.

### ImprESKA
Wieczorny program Radia Eska.
Emitowany od poniedziałku do czwartku od 18:00-21:00, a w soboty od 18:00-22:00.
Aktualnie pasmo prowadzi Michał Hanczak. Dawniej prowadzącymi byli m.in. Dawid Kowalczyk, Katarzyna Węsierska, Jan Pirowski, Krzysztof Jankowski „Jankes”, Marcin Nordzyń-Płotnicki „Puoteck” czy Rafał Adamczak.

### ImprESKA in the mix
Imprezowa wersja codziennej „ImprESKI”. Emitowane są piosenki taneczne, czasami remiksy. W odróżnieniu od codziennej „ImprESKI” program nie ma prowadzącego. Zastąpiła dawny „Eska Live Rmx”, a od lipca 2020 r. także drugą połowę piątkowego wydania „ImprESKI” (po przeniesieniu „Gorącej 20" na pasmo 19:00-21:00). Emitowana w piątki od 20:00 do północy.

### RAP 20
Lista przebojów z dwudziestoma przebojami polskiego rapu, na które głosują słuchacze poprzez stronę internetową. Emitowana w poniedziałek od 23:00 do północy. Notowania od maja 2023 roku prowadzi Mati Fuczyło i jest on pierwszym prowadzącym programu w historii - wcześniej audycja nie miała prowadzącego. W programach często pojawiają się goście specjalni - raperzy, producenci i inne osoby związane z kulturą hip-hopową. Wśród gości audycji znaleźli się między innymi Gibbs, Malik Montana, Otsochodzi czy Chivas.

### ESKA News
Informacje z kraju i ze świata przedstawiane od poniedziałku do piątku od godziny 6:00 do 17:00. Prowadzą je Kacper Sikorski, Marcin Procki i Jakub Krzyżak.

### Gorąca 100
Lista 100 najpopularniejszych hitów w danym roku kalendarzowym. Słuchacze głosują poprzez stronę internetową radia na hity które mają znaleźć się na tej liście. Audycja jest emitowana 31 grudnia (w sylwestra) zazwyczaj w godzinach 12:00–20:00, w niektórych latach od 11:00 do 19:00. Podczas listy prezentowane są także nowe utwory, które mogą trafić do podsumowania w następnym roku, powitania Nowego Roku na świecie oraz 8 piosenek (jedna w każdej godzinie), które wygrały listę w poprzednich (ośmiu ostatnich) latach. Od kilku lat ma dwóch prowadzących, zmiana prowadzącego następuje o 17:00. W 2022 roku lista została skrócona do sześciu godzin i trwała od 14:00 do 20:00, ponadto zagrano więcej zwycięskich piosenek z poprzednich lat, ok. dziesięciu, jednocześnie zrezygnowano z emisji nowych utworów zwanych gorącymi hitami, które mogą trafić do podsumowania w następnym roku.

## Audycje nadawane dawniej

### Program poranny (do 16.03.2012)[potrzebnyprzypis]
- Program sieciowy:
  - „6 na 10”, wcześniej: „6 na 9”
  - Wiktor Brzozowski, Kamila Ryciak
- Eska Warszawa:
  - „Zjedz Pawelca na śniadanie”
  - Paweł Pawelec, Iga Mackiewicz, Adam Deczkowski
- Eska Wrocław:
  - Tomasz Wołodźko, Kasia Pawlak, Maciek Stajniak
- Eska Łódź:
  - „Kurzela i Skrzypek”
  - Sylwia Kurzela, Krzysztof Skrzypkowski
- Eska Poznań:
  - Marta Trybura, Maciek Narożny
- Eska Trójmiasto:
  - „Brygada MM”
  - Marta Uzarska, Maciek Józefowicz
- Eska Śląsk:
  - „Kinga i Straszny Dworak”
  - Kinga Zdrojewska, Marcin Dworak

### Ranny prowokator
Adam Deczkowski (Albert z radia Eska), ma w tym programie za zadanie „wkręcić” osobę, której numer telefonu został wysłany (najczęściej znajomy, rodzina wysyła numer do radia), często można uważać podłoże za kontrowersyjne. Program został wycofany w marcu 2012 r.

### Kuchnia Alberta
Krótkie dowcipy, prezentowane przez Adama Deczkowskiego, w programie 6 na 10.

### 10 Hitów Jeden po Drugim, EsemESKA i Hity na Czasie (dawniej)
Pasmo, w którym słuchacze wysyłali SMS-y, w zamian dostawali się na antenę i wygrywali nagrody. Pasma „EsemESKA” i „10 hitów jeden po drugim” nadawane były równolegle – „EsemESKA” była nazwą konkursu antenowego, natomiast „10 hitów jeden po drugim” był to system emisji muzyki. Po serwisie informacyjnym o pełnej godzinie, nadawane było kolejno 10 piosenek, przerywanych jedynie krótkimi wejściami prowadzącego i jednym łączeniem ze słuchaczem, w ramach konkursu „EsemESKA”. Po wyemitowaniu 10 piosenek (około 40 minut po pełnej godzinie) następował blok reklamowy. Po jego zakończeniu przez około 15 minut emitowano kolejne piosenki, pod nazwą „Hity na czasie”. Około 5 minut przed kolejną pełną godziną blok ten się kończył, następowało wejście prezentera i kolejny blok reklamowy. Ten kończył się o pełnej godzinie, po czym emitowano wiadomości i kolejny cykl „10 hitów jeden po drugim”, albo inne pasmo z ramówki.
Pasmo było nadawane zwykle w ciągu dnia. Dokładne pory emisji się zmieniały, w zależności od zmian w ramówce. Zwykle były to godziny: 9-17, 10-17, później 9-15. Po 2012 r., głównie w okresach wakacyjnych blok bywał niekiedy przedłużany aż do 18, jeśli nie nadawano audycji „Wrzuć na luz”.
Blok był emitowany również w weekendy, ale zazwyczaj bez konkursu „EsemESKA”, w niektórych okresach w ramach pasma „HIT Weekend”.
Obecnie pasmo zostało zastąpione przez blok „Hity na czasie” – bez różnicowania na czas przed blokiem reklamowym (pierwsze 40 minut godziny) i po bloku reklamowym (reszta godziny).

### Hit Weekend (dawniej)
W weekendy pojawiał się Hit Weekend, o podobnym charakterze. Grane było 10 hitów – jeden po drugim oraz pojawiały się pozdrowienia od słuchaczy.
Również zastąpione pasmem „Hity na czasie”.

### EuroTOP
Wycofana już z emisji, lista czterdziestu hitów, najczęściej granych w Europie. Podczas programu słuchacze mogli typować numer jeden, poprzez głosowanie SMS. Zwycięska osoba otrzymywała nagrody od prowadzącego.
Prowadził: Michał Puzio, Paweł Wiszniewski, Michał Celeda.

### Brit 40
Program wycofany już z emisji, gdzie prezentowane było 40 najczęściej notowanych hitów w Wlk. Brytanii.
Prowadzili: Artur Kieruzal, Robert Jasiewicz.

### Top Transfer
Program emitowany do 27 maja 2007 r. Lista przebojów która opierała się na rankingu najczęściej ściąganych utworów w formie dzwonków na telefony komórkowe. Listę prowadził Michał Puzio.

### Eska Live RMX
Emitowany w latach 2006–2017 program, w którym prezentowane były remiksy znanych z anteny piosenek. Program nadawany był w soboty zamiast ImprESKI (przez pewien czas również w piątki) pod hasłem „Klubowy wieczór, numer jeden w Polsce”. Muzykę do programu przygotowywał Marcin „Puoteck” Nozdryń-Płotnicki, jednak nie prowadził on programu „na żywo”, a tylko nagrywał zapowiedzi piosenek, prezentowane raz na godzinę.

### Eska Club Dance Night
Emitowany do czerwca 2006 r. program, w którym Marcin „Puoteck” Nozdryń-Płotnicki prezentował muzykę klubową. W odróżnieniu od swojego następcy – Eska Live Rmx – piosenki nie były miksowane, za to zdarzały się piosenki w wersji znacznie wydłużonej, nawet do 10 minut. Program emitowany był w noce piątkowe i sobotnie, od 23 do 2 nad ranem, wyjątek stanowił okres wakacji 2005 r. – wtedy emisja była codziennie.
Od początku wakacji 2006 r. program został zastąpiony przez Eska Live Rmx, chociaż pory emisji obu programów nie w pełni się pokrywały.

### Ranne Ptaki
Program prowadzony od 3 marca 2014 przez Krzysztofa „Jankesa” Jankowskiego oraz Michała Hanczaka w godzinach od 6:30 do 9:00. Zastąpił on audycję „Szymorning”.

### Największe Jaja Rannych Ptaków
Emitowane do początku wakacji 2017 r. podsumowanie tygodnia programu porankowego, w którym prezentowane były jego najlepsze fragmenty. Emitowane w soboty w godzinach od 9:00 do 11:00.

### Szymorning
Program prowadzony od 19 marca 2012r do 28 lutego 2014r. przez Szymona Majewskiego oraz Igę Mackiewicz w godzinach od 6:00 do 9:00 rano (zastąpił on lokalne poranki).

### The best of Szymorning
Sobotnie podsumowanie tygodnia programu porankowego, od 9:00 do 11:00, emitowane od 24 marca 2012 do 22 czerwca 2013.

### Wrzuć na luz (do 16.03.2012 do 9.02.2022)
Popołudniowe lokalne pasmo wprowadzone 19 marca 2012 zamiast lokalnych poranków. Między 2017 a wrześniem 2020 nadawane od 16:00 do 19:00, przed 2017 i od września 2020 od 15:00 do 18:00.
- Program sieciowy
  - prowadzenie: Jan Pirowski i Paweł Karpiński
  - Dawni prowadzący: Paweł Pawelec, Kamila Ryciak i Adam „Albert” Deczkowski,
  - poprzednia nazwa: „Wrzuć na luz z Pawelcem, Kamą i Albertem”

Do 9 lutego 2022, w pięciu stacjach Radia Eska pasmo było nadawane ze studia lokalnego. W tym paśmie pojawiało się wiele konkursów i animacji, którym zazwyczaj towarzyszyła możliwość wygrania nagrody rzeczowej - wejściówki do restauracji, kina, czy darmowego tankowania samochodu.
- Eska Wrocław: 
  - prowadzenie Tomasz Wołodźko, Kasia Pawlak, Maciek Stajniak,
  - poprzednia nazwa pasma: „Wołodźko i Stajniak z Kasią Pawlak po trzeciej”
- Eska Śląsk: 
  - prowadzenie: Wikar i Grochowska, dawniej: Marcin Dworak
  - poprzednia nazwa pasma: „Owca i Straszny Dworak”
- Eska Łódź: 
  - prowadzenie Sylwia Kurzela, Małgorzata Błażewicz i Łukasz Bogdan,
  - poprzednia nazwa pasma: „Wrzuć na luz z Eską 90'1”
- Eska Poznań: 
  - prowadzenie Natalia Krystek, Maciej Narożny, Artur „Minister” Klimaszewski, dawniej też Marta Trybura
  - poprzednia nazwa pasma: „3 po 3”
- Eska Trójmiasto:
  - prowadzenie Marta Uzarska, Maciej Józefowicz, Małgorzata Piontke[98]
  - poprzednia nazwa pasma: „Wrzuć na luz z Martą i Maćkiem na Piontkę”.

### EsemESKA
- Program sieciowy
  - Michał Cieślik i Michał Celeda
- Eska Warszawa:
  - Rafał Adamczak i Jarek Wendrowski
- Eska Wrocław: 
  - Ola Majewska i Adrian Harasim oraz Sławek Florkowski-zastępstwo za Olę
- Eska Łódź: 
  - Beata Tomczyk i Michał Sobkowski
- Eska Śląsk: 
  - Piotr Wikar, Dominik Borkowicz i Tomek Sadowy
- Eska Kraków:
  - Agata Petela i Tomek Buszewski
- Eska Poznań
  - Paweł A kuku ! Wylegała i Monika Henschel

### Weekend Radioaktywny
Rafał Adamczak, Michał Celeda/Michał Cieślik, Krzysiek Skrzypkowski/Michał Sobkowski

### Wazzzup!
Natalia Krystek i Paweł Wylegała

### Wazzzup Weekend
Monika Król i Paweł Wiszniewski

### Moja 10 Hitów
- Eska City (lokalny)
- Hot Plota (sieciowy)
- Eska Summer City

### HipHop Noc
Zlikwidowane już pasmo, w którym można było usłyszeć największe hity polskiego i zagranicznego rapu. Nadawane było od niedzieli do czwartku od 23.00 do 2.00.

### Global Lista
Cotygodniowa lista 40 najpopularniejszych światowych hitów. Emitowana była w latach 2012–2017 w niedzielę w godzinach: 17:00 – 20:00. Prowadził Michał Celeda i Krzysztof Skrzypkowski (2012–2014).

## Eska TV
W 2008 roku uruchomiono stację telewizyjną Eska TV. 